# Freyella recta
Freyella recta är en sjöstjärneart som beskrevs av Jean Baptiste François René Koehler 1907. Freyella recta ingår i släktet Freyella och familjen Freyellidae. Inga underarter finns listade i Catalogue of Life.